# Terror Squad Entertainment
Pour les articles homonymes, voir Terror Squad.
Terror Squad Entertainment est un label discographique américain, spécialisé dans le hip-hop et le RnB, situé dans le Bronx, à New York, dans l'État de New York. Il est fondé en 1992 par le rappeur Fat Joe. Le label était chez Relativity Records et Atlantic Records, mais maintenant, sauf DJ Khaled, le label et ses artistes sont chez Imperial Records et Virgin Records de chez EMI.

## Histoire

### Débuts

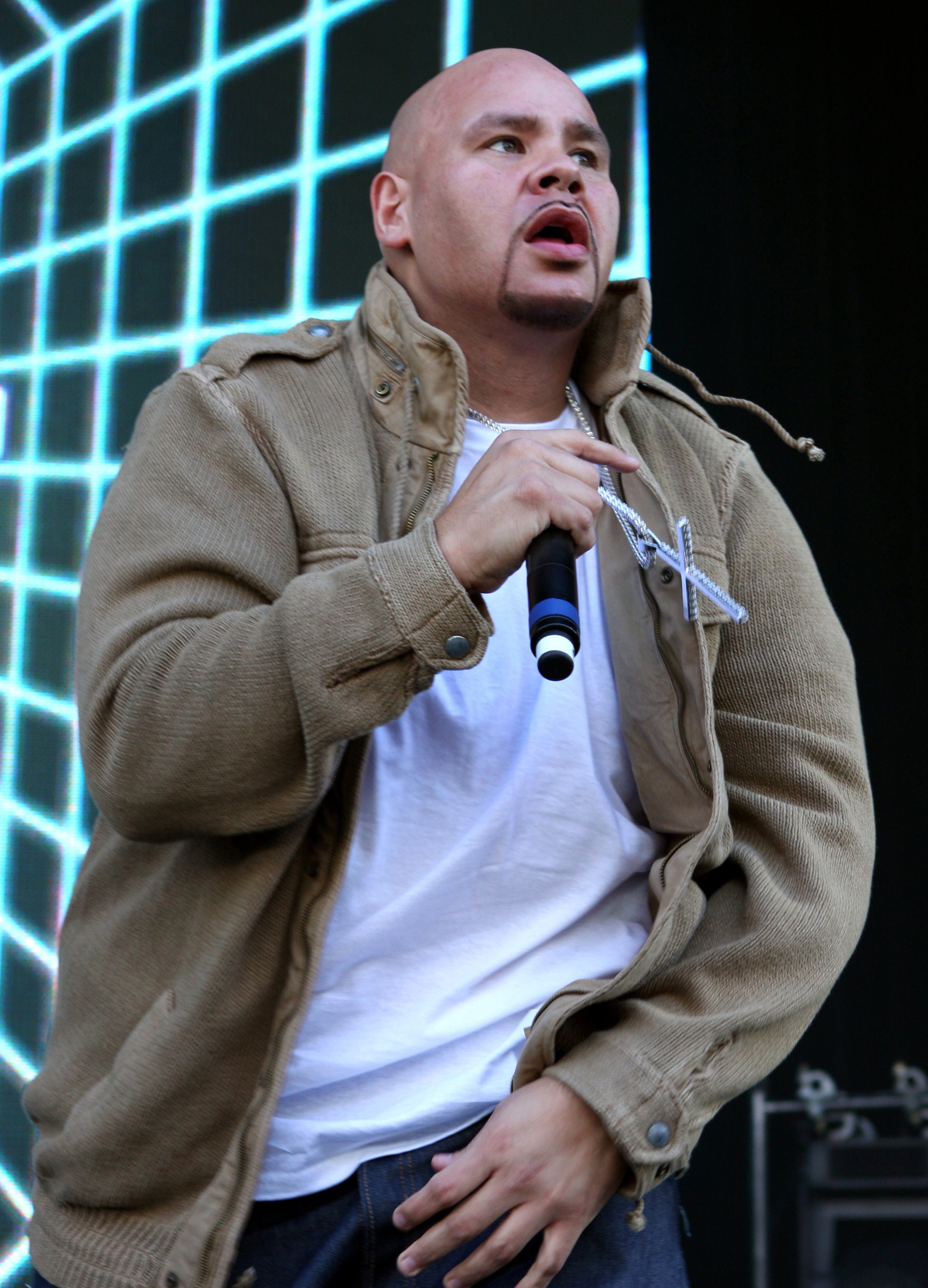
Fat Joe, fondateur de Terror Squad Entertainment.

Fat Joe décide de fonder Terror Squad Entertainment après s'être associé avec Big Pun, autour de 1992. Fat Joe utilise donc le label pour sortir des mixtapes jusqu'à ce qu'il signe un contrat avec Relativity Records en 1993. New York a les yeux braqués sur le label avec la sortie du hit single de Joe, Flow Joe. En 1994, il signe Big Pun, Prospect, et Cuban Link sur le label. En 1995, Terror Squad Entertainment réalise le deuxième album de Fat Joe, Jealous One's Envy et le premier album de Big Pun. Peu après la sortie de ces deux albums, Fat Joe commence sa recherche d'une nouvelle maison de disques pour le label.
Après le succès du label et le chiffre de vente décevant de son deuxième album chez Relativity Records, Fat Joe signe alors le label chez Atlantic Records. Pendant ce temps, Pistol Pete signe chez Terror Squad. En 1998, le label entame une association avec Irv Gotti et son label The Inc. Records. Toujours en 1998, ils publient le second album de Big Pun, ainsi que le troisième album de Fat Joe, Don Cartagena, avec des productions de The Inc. Records. L'album est rapidement suivi de l'album éponyme du Terror Squad. L'album assure une reconnaissance de la part du public au groupe ainsi qu'au label. En 2000, ils publient l'album de Big Pun Yeeeah Baby, mais il meurt peu après d'une crise cardiaque due à son poids.

### Période post-Big Pun
En 2001, le label publie le quatrième album du PDG Fat Joe, Jealous Ones Still Envy ; l'album contient beaucoup plus de production d'Irv Gotti. Grâce aux deux hit singles de l'album (We Thuggin et What's Luv), l'album est très apprécié par les critiques et est un gros succès commercial. C'est un classique et la meilleure vente de Terror Squad Entertainment en date.
En 2002, Terror Squad publie le cinquième album du Don, Loyalty. Pendant ce temps, ils signent Tony Sunshine et DJ Khaled. L'album engendre un succès modéré, n'atteignant pas les attentes dues à l'album précédent. En 2004, le label présente le deuxième album du Terror Squad, True Story. L'album est vite certifié disque de platine, et le single Lean Back est le plus diffusé à la radio, pour une chanson de hip-hop. En 2005, le label publie l'album de platine de Fat Joe, All or Nothing.

### Départ d'Atlantic Records et suites
En 2006, Fat Joe souhaite plus de pouvoir sur ses albums. Il veut les mêmes pouvoir qu'une major. Il veut un contrat semblable à celui de Cam'Ron. La première proposition vient de son propre label, Atlantic, mais il refuse. Fat Joe commence alors à parler avec Virgin Records pour les signer lorsqu'il aura trouvé toutes les personnes qu'il veut pour son staff. Il veut ainsi son propre staff et sa propre équipe de production. Il signa ainsi tout le monde sur le label, sauf DJ Khaled qui avait signé sur Imperial Records. À la fin de 2006, Terror Squad Entertainment publie encore un hit-single de Fat Joe avec Lil' Wayne, Make It Rain. Le single est suivi par la sortie de l'album Me Myself and I le 14 novembre 2006, sur son label Terror Squad Entertainment, distribué par EMI,. Le label publie aussi le premier album de DJ Khaled, Listennn... the Album, la même année sur Koch Records. Le label présente alors le deuxième album de Khaled en 2007 We the Best avec le single We Takin Over, qui invite les rappeurs Akon, Rick Ross, Fat Joe, Birdman, et Lil' Wayne. Et le dernier album de DJ Khaled qui vient de sortir We Global avec plein de featurings de grandes stars.
Kill All Rats Mafia (K.A.R.), un groupe affilié au Terror Squad publient une diss song au G-Unit, car le G-Unit avait sortie une mixtape clashant le Terror Squad. Le 28 mars 2008, K.A.R. Mafia font encore une diss song contre le G-Unit, mais cette fois, elle incluait Fat Joe au refrain. En 2008, Fat Joe réduit le nom de Terror Squad Entertainment à Terror Squad[réf. nécessaire]. La même année, Terror Squad Entertainement et Imperial Records d'EMI Group signent la distribution d'un cinquième album de Fat Joe, annoncé sous le titre The Elephant. L'album est finalement publié sous le titre The Elephant In the Room le 25 mars 2008.
Le 27 juillet 2010, Fat Joe publie The Darkside Vol. 1 au label, qui fait notamment participer Busta Rhymes, Cam'ron, Clipse, Lil Wayne, R. Kelly, et Rico Love. Le troisième volet, The Darkside Vol. 3, est publié le 19 novembre 2013. Lors d'un entretien en 2015 avec le South China Morning Post, Fat Joe révèle avoir eu l'opportunité de signer à de multiples reprises Eminem à son label.

## Conflits
En 2004, Fat Joe rap avec Ja Rule sur le hit-single New York, New York, avec d'autre rappeur dont Jadakiss. Ja Rule était en beef avec le rappeur du G-Unit 50 Cent. Après avoir entendu le titre, 50 Cent s'énerve contre Fat Joe et Jadakiss, car ils avaient rappé avec Ja Rule, et commence à les disser. Il dit que la raison de ce beef est que New York, New York est une diss song contre lui, et que de ce fait, Fat Joe et Jadakiss sont ses ennemis. 50 Cent le clash alors sur sa chanson Piggy Bank avec la ligne that fat nigga thought Lean Back was In Da Club, my shit sold eleven mil/his shit was a dud. Fat Joe est très surpris que Fifty le dise, car il venait juste de finir un titre avec le boss de celui-ci, Eminem. Il ne se laissa pas faire comme Jadakiss et répondit immédiatement avec My Fo Fo. Fat Joe disait que ce serait le seul diss envers le G-Unit et que si Fifty voulait régler cela, il pouvait le retrouver dans la rue. Durant les MTV Awards, Fat Joe clash 50 Cent sur scène. Après cela, 50 cent et Tony Yayo sortent une nouvelle diss song envers Fat Joe, Cam'Ron et Mims (plus d'info sur ce beef ici).

## Artistes

### Artistes actuels
- Fat Joe (PDG)
- Tony Sunshine
- Terror Squad
- DJ Khaled
- Kill All Rats Mafia
- Rob Cash
- Mike Beck
- Onez
- Pistol Pete

### Producteurs
- DJ Khaled
- Cool & Dre
- Nu Jerzey Devil
- Raul Cruz

### Anciens artistes
- Big Pun (décédé)
- Cuban Link
- Triple Seis
- Prospect
- Armageddon
- Remy Ma

### Associés
- Alpo
- Birdman
- Buckwild
- Cool and Dre
- P.Diddy
- DJ Surge
- Flo Rida
- Fourflex Mickey
- Hector El Father
- J. Holiday
- HS the play boy
- Jadakiss
- K.A.R. Mafia
- Kurupt Money
- Lil Wayne
- LL Cool J
- Ludacris
- LV
- Macho
- Percy
- Pistol Pete
- Pitbull
- Richy Playa
- Raul
- Rick Ross
- Showbiz
- Sneakerboy Safe
- Street Runner
- TA
- The Game
- Trey Carter
- U.S.D.A.
- Yomon Rebel
- Young Neech

## Discographie
- 1993 : Fat Joe - Represent
- 1995 : Fat Joe - Jealous One's Envy
- 1998 : Big Pun - Capital Punishment
- 1998 : Fat Joe - Don Cartagena
- 1999 : Terror Squad - Terror Squad
- 2000 : Big Pun - Yeeeah Baby
- 2001 : Fat Joe - Jealous Ones Still Envy
- 2001 : Big Pun - Endangered Species
- 2002 : Fat Joe - Loyalty
- 2004 : Terror Squad - True Story
- 2005 : Fat Joe - All or Nothing
- 2006 : Remy Ma - There's Something About Remy
- 2006 : DJ Khaled - Listennn... The Album
- 2006 : Fat Joe - Me, Myself and I
- 2007 : DJ Khaled - We the Best
- 2008 : Fat Joe - The Elephant in the Room
- 2008 : DJ Khaled - We Global
- 2008 : Terror Squad - A New Story
- 2008 : Tony Sunshine - Finally
- 2009 : Fat Joe - Jealous Ones Still Envy 2
- 2010 : DJ Khaled - Victory
- 2010 : Fat Joe - The Darkside Vol. 1
- 2011 : DJ Khaled - We the Best Forever
- 2011 : Fat Joe - The Darkside Vol. 2
- 2012 : DJ Khaled - Kiss the Ring
- 2013 : Fat Joe - The Darkside Vol. 3
- 2013 : DJ Khaled - Suffering from Success